# Midway City (Kalifornien)
Midway City ist ein census-designated place (CDP) im Orange County im US-Bundesstaat Kalifornien mit 8.825 Einwohnern (Stand: 2020).

## Bevölkerung
2010 lebten in Midway City 8485 Personen. Das Medianeinkommen pro Haushalt und Jahr betrug $86.217 (Kalifornien:$71.805), allerdings lebten 23,5 % der Bewohner unterhalb der Armutsgrenze. Die größte ethnische Gruppe waren Asiatische Amerikaner (46,7 % der Einwohner) vor Hispanics (29,1 %) und Weißen (20,9 %).

## Geschichte
1922 legte der Farmer John Harper auf seinem Land Straßen und Bürgersteige an. Er begann dann 1923 die Grundstücke dessen, was heute Midway City genannt wird, zu verkaufen. Noch heute nimmt die Grundstückseigentümerversammlung Funktionen der Gemeindeverwaltung wahr. Der Name Midway City leitete sich von der Lage ungefähr in der Mitte zwischen Santa Ana und Seal Beach ab. 1923 wurde eine Handelskammer (Chamber of Commerce) eingerichtet. 1935 wurde eine Freiwillige Feuerwehr gegründet. Seit 1935 verfügt der Ort über eine Zweigstelle der Los Angeles County Public Library.
Seit den 1950ern bestehen Bestrebungen Midway City in das benachbarte Westminster einzugemeinden. Versuche, die vor allem an befürchteten Wassergebühren und Grundstücksteuern scheiterten.

## Söhne und Töchter des Ortes
- Dedee Pfeiffer (* 1964), Schauspielerin